# 세계 요리
세계 요리(Global cuisine)는 전 세계에서 실천되는 요리이다. 요리는 특정 지역, 국가 또는 문화와 관련된 조리 관행 및 전통의 특징적인 스타일이다. 세계 요리가 되려면 현지, 지역 또는 국가 요리가 전 세계로 퍼져야 하며, 그 음식은 전 세계적으로 제공되어야 한다. 20세기에는 식품 보존, 보관, 운송 및 생산 분야에서 상당한 개선과 발전이 있었으며 오늘날 많은 국가, 도시 및 지역에서 전통 요리와 기타 다양한 세계 요리를 접할 수 있다.

## 아시아
- 일본 요리
- 중국 요리
- 태국 요리
- 한국 요리

## 유럽
- 프랑스 요리
- 조지아 요리
- 이탈리아 요리

## 북아메리카
- 미국 요리
- 멕시코 요리
- 캐나다 요리

## 남아메리카
- 남아메리카 요리

## 오세아니아
- 오스트레일리아 요리
- 뉴질랜드 요리

## 같이 보기
- 회전 초밥
- 조리학
- 음식 축제
- 퓨전 요리
- 세계화
- 햄버거
- 국민 음식
- 파티스리
- 향토 음식
- 샌드위치
- 소시지
- 길거리 음식
- 시장 (장소)
- 포장 (음식점)